# 益津县
益津县，中国古县名。
金朝大定二十九年（1189年）置，治所在今河北省霸州市。为霸州治。元朝中统四年（1263年），省入霸州。至元二年（1265年）复置。明朝洪武初年，仍省入霸州。